# Diradical
Un diradical est une espèce moléculaire ayant deux électrons occupant des orbitales moléculaires dégénérées,.
Le terme « diradical » est utilisé essentiellement pour qualifier des composés organiques, dont les diradicaux sont extrêmement réactifs et, de ce fait, rarement isolés. 
Les diradicaux sont des molécules contenant un nombre pair d'électrons mais ayant un ordre de liaison inférieur d'une unité par rapport à ce qui est permis par la règle de l'octet. Il existe également des diradicaux en chimie de coordination, comme les complexes métalliques de dithiolène (en),.
Les diradicaux sont généralement à l'état triplet. Les termes singulet et triplet dérivent de la multiplicité des états quantiques des diradicaux en résonance paramagnétique électronique (RPE) : un diradical singulet présente un état unique (S = 0, Ms = 2 × 0 + 1 = 1, ms = 0) et aucun signal en RPE, tandis qu'un diradical triplet présente trois états (S = 1, Ms = 2 × 1 + 1 = 3, ms = –1, 0 ou +1) et deux pics en RPE (si pas de clivage hyperfin). L'état triplet a un nombre quantique de spin total S = 1 et est paramagnétique. Par conséquent, les espèces diradicales ont un état triplet lorsque les deux électrons ne sont pas appariés et présentent le même spin. Lorsque les électrons célibataires de spin opposé sont couplés de manière antiferromagnétique, les espèces diradicales peuvent présenter un état singulet (S = 0) et être diamagnétiques.
Parmi les diradicaux stables et isolables, on trouve l'oxygène singulet et l'oxygène triplet ainsi que certains carbènes et nitrènes. D'autres, moins connus, sont les ions nitrénium, les chaînes carbonées et les molécules organiques dites non-Kekulé (en) dans lesquelles les électrons sont délocalisés sur différents atomes de carbone. En chimie minérale, les complexes 1,2-dithiolène homoleptiques et hétéroleptiques d'ions de métaux de transition d8 présentent un fort caractère diradical à l'état fondamental.